# Joel Anell
Joel Anell, född Johansson, 16 januari 1986 i Halmstad, är en svensk före detta fotbollsspelare. I samband med giftermål bytte han i februari 2015 efternamn från Johansson till Anell.
Anell växte upp i Knäred och inledde sin karriär i Knäreds IK, innan han som 14-åring bytte klubb till Halmstads BK. Efter några år i olika ungdomslag fick han chansen i A-truppen där fick han spela 28 allsvenska matcher. Hösten 2007 lämnade han Halmstad för Superettanlaget Falkenbergs FF. Säsongen därpå gjorde han 16 mål på 28 matcher och vann skytteligan. Detta gjorde IF Elfsborg intresserade och den 2 oktober 2008 blev det klart att han skulle representera den allsvenska toppklubben säsongen 2009. Under 2010 var han utlånad till Gais. I augusti 2011 återvände Anell till Halmstads BK, på lån för resten av säsongen, i ett försök att rädda kvar klubben i Allsvenskan. Ett uppdrag som misslyckades då HBK degraderades som sist placerade lag.
I mars 2016 valde Anell att avsluta sin professionella fotbollskarriär och valde att skriva på för division 3-klubben IFK Fjärås inför säsongen 2017.